# Jerónimo Bautista Lanuza
Jerónimo Bautista Lanuza, O.P. (3. ledna 1553 Híjar – 15. prosince 1624 Albarracín) byl španělský římskokatolický duchovní, dominikán a biskup Albarracínu.

## Život
Narodil se 3. ledna 1553 v Híjaru.
Byl studentem svatého Luise Bertrána. Studoval filosofii v Zaragoze a následně vstoupil do Řádu bratří kazatelů ve Valencii. Teologické vzdělávání získal v konventu San Esteban v Salamance, kde vyučoval. Byl vysvěcen na kněze.
Dvakrát odmítl důležité funkce , ale na základě řeholního slibu se později stal provinciálem řádu v Aragonském království. Byl považován za jednoho z nejlepších řečníků svého století a jeho četné publikace byly přeloženy do latiny a francouzštiny. Dne 16. září 1616 jej papež Pavel V. jmenoval biskupem Barbastra. Biskupské svěcení přijal 30. listopadu z rukou arcibiskupa Pedra Gonzáleze de Mendoza a spolusvětiteli byli biskup Juan Moriz Salazar a biskup Martín Terrer Valenzuela.
Během svého episkopátu, aniž by zanedbával své pastorační povinnosti, věnoval velkou část svého času studiu Písma svatého, což vedlo k vydání několika svazků, které zpřístupnil tehdejším kazatelům. Dne 24. srpna 1622 byl přemístěn na biskupský stolec v Albarracínu, kde 15. prosince 1624 zemřel.

## Dílo
Sepsal několik teologických děl ve formě homilií:
- Tratados evangélicos; Homilías
- Memorial contra los Jesuitas
- Homilías sobre solemnidad del Santísimo Sacramento
- Homilías sobre Evangelios que la Iglesia Santa propone los días de Quaresma.

## Proces svatořečení
Proces svatořečení byl zahájen roku 1625 v zaragozské arcidiecézi.